# Osamu Hayaishi
Osamu Hayaishi (japonès: 早石修)  (Stockton, 8 de gener de 1920 - Kyoto, 17 de desembre de 2015) va ser un bioquímic, fisiòleg i metge militar japonès. Va descobrir les oxigenases a l'Institut Nacional d'Artritis i Malalties Metabòliques de la National Institutes of Health el 1955.
Per les seves «contribucions destacades i pioneres a les ciències biomèdiques i l'enzimologia», la Fundació Wolf va concedir a Hayaishi el 1986 Premi Wolf en Medicina «pel seu descobriment dels enzims oxigenases i la dilucidació de la seva estructura i importància biològica».
Hayaishi va ser president de la Unió Internacional de Bioquímica i Biologia Molecular de 1973 a 1976.

## Biografia
Hayaishi va néixer a Stockton, Califòrnia, Estats Units, el 1920. Va completar la llicenciatura de medicina el 1942 a la Universitat d'Osaka. Després de servir com a oficial mèdic a la Marina japonesa durant 3 anys, es va incorporar a l'Institut de Malalties Microbianes de la Universitat d'Osaka i va rebre el seu doctorat el 1949.
Després de treballar amb Arthur Kornberg a l'Institut Nacional d'Artritis i Malalties Metabòliques, els Instituts Nacionals de Salut i la Universitat Washington a Saint Louis, Hayaishi va exercir com a líder de grup de recerca o professor a diverses institucions de recerca als EUA i el Japó, inclosa la Universitat de Kyoto, i va dirigir aproximadament 600 estudiants de postgrau a la seva vida, inclosos Yasutomi Nishizuka, Tasuku Honjo, Premi Nobel de Fisiologia o Medicina el 2018 i Shigetada Nakanishi. Més de 100 alumnes seus es van convertir en professors a diverses universitats del Japó.

## Recerca
Hayaishi, juntament amb els membres del seu grup, és reconegut per les seves grans contribucions a les ciències biomèdiques i l'enzimologia, especialment pel descobriment del grup d'enzims Oxygenases. Aquests enzims estan àmpliament distribuïts a la natura i representen un grup únic d'enzims respiratoris que catalitzen la incorporació directa d'oxigen molecular a diversos substrats.
També és conegut pel seu descobriment de l'acció induïdora del son de la prostaglandina D₂.